# MAP1B
MAP1B‏ (Microtubule associated protein 1B) هوَ بروتين يُشَفر بواسطة جين MAP1B في الإنسان.